# Wintonotitan

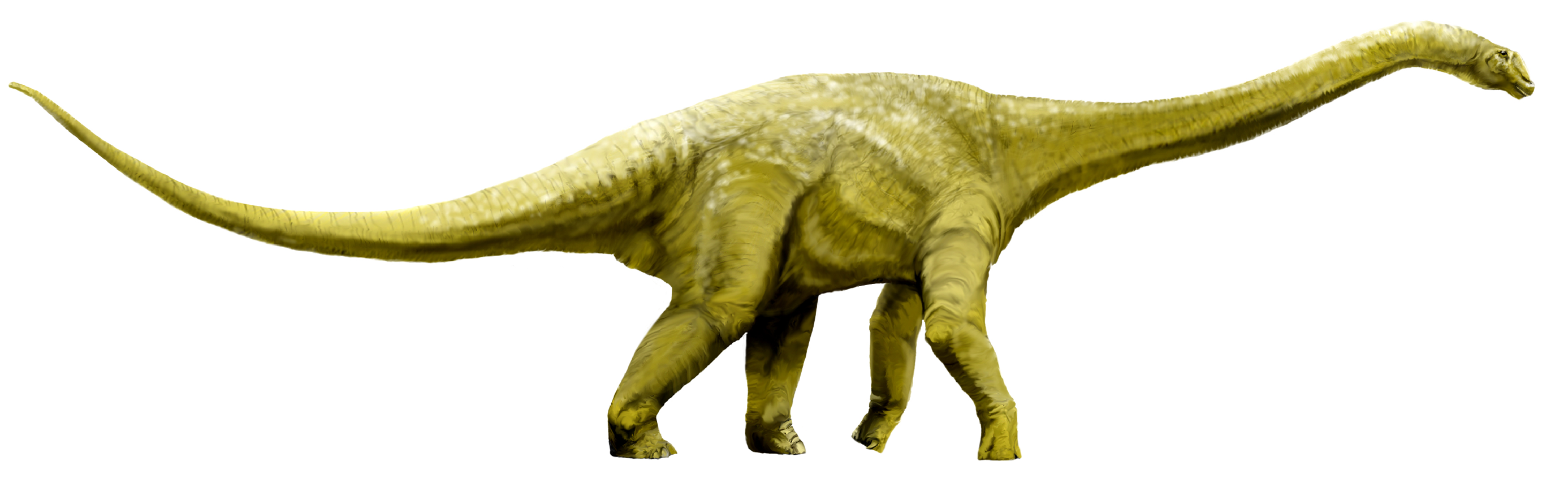
Wintonotitan wattsi

Wintonotitan wattsi is een sauropode dinosauriër behorend tot de Titanosauriformes die tijdens het vroege Krijt leefde in het huidige Australië.

## Vondst en naamgeving
De soort werd in 2009 benoemd door Scott Hocknull, Matt White, Travis Tischler, Alex Cook, Naomi Calleja, Trish Sloan en David Elliott. De geslachtsnaam verwijst naar het stadje Winton en verbindt de naam daarvan met het Klassiek Griekse titan, Titaan, een gebruikelijk deel van de namen van de Titanosauria. De soortaanduiding eert de vinder Keith Watts. De soort had als informele bijnaam "Clancy" naar een karakter uit de gedichten van Banjo Paterson, de schrijver van het Australische volksliedje Waltzing Matilda. 

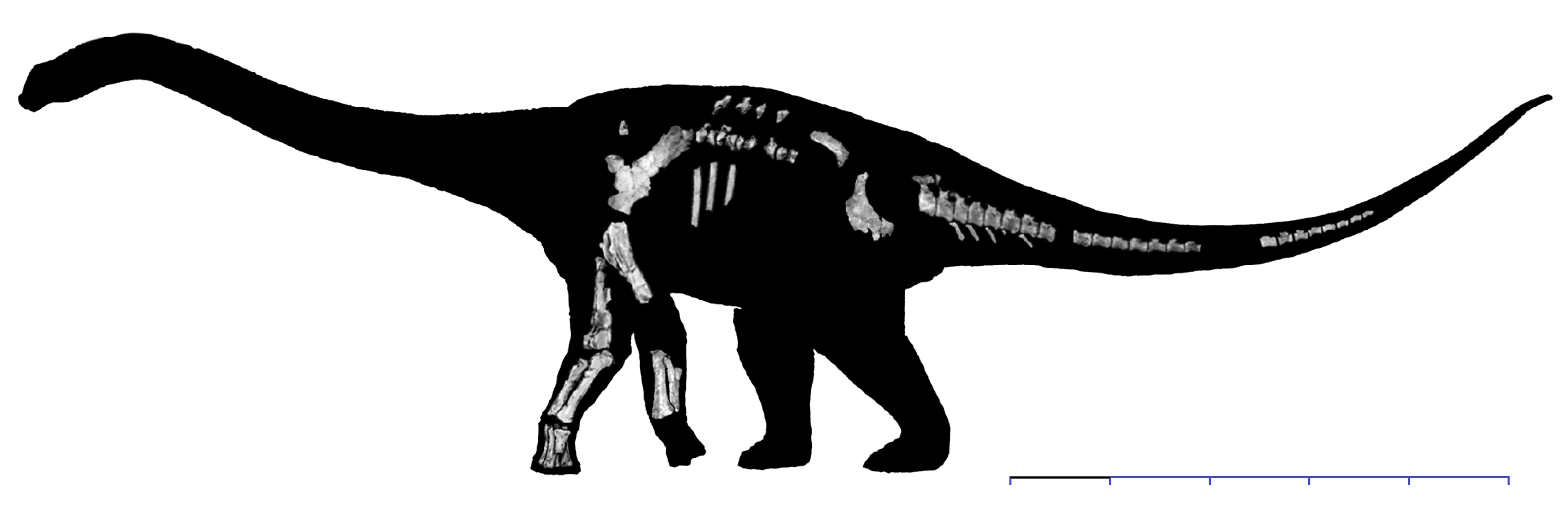
De gevonden skeletdelen van Wintonotitan

Het eerste skelet, QM F3390, werd in 1964 bij het Alni Sheep Station geborgen door Alan Bartholomai. In 1972 en 1974 voerde Mary Wade twee aanvullende expedities uit en daarbij werden bij Elderslie het holotype, QMF 7292 en verder specimen QM F7880 gevonden en bij Lovelle Downs de specimina QM F6737 en QM F7291. Watts doneerde het holotype in 1974 aan het Queensland Museum. Het bestaat uit een linkerschouderblad, gedeeltelijke opperarmbeenderen, ellepijpen en spaakbeenderen, rechtermiddenhandsbeenderen, delen van de wervels en ribben, een gedeeltelijk rechterdarmbeen, een rechterzitbeen en een reeks staartwervels. De andere exemplaren zijn veel fragmentarischer. Nadat de ontdekking dertig jaar vrijwel verwaarloosd werd, werden in 2004, 2005 en 2006 opnieuw opgravingen verricht die de eerdere vondsten op vele punten aanvulden. De fossielen stammen uit de Wintonformatie van Queensland en dateren uit het late Albien, honderd miljoen jaar oud.
De resten werden eerst aangezien als behorend tot de in 1933 benoemde Austrosaurus, maar nadat in 2005 nog een reeks van vier staartwervels, QMF 10916, werd geïdentificeerd — ze waren reeds in 1952 gevonden — werd de vorm nog eens nauwgezet onderzocht. De beschrijvers kwamen tot de conclusie dat Austrosaurus mckillopi wegens zijn schamele holotype, QMF 2316 bestaande uit acht zwaar verweerde staartwervels, een nomen dubium was; QMF 7292 er dus niet aan kon worden toegewezen en het noodzakelijk was een nieuwe soort te benoemen. Met het "verdwijnen" van Austrosaurus zijn Wintonotitan en de tegelijk met hem benoemde Diamantinasaurus de enige sauropoden die bekend zijn uit het Krijt van Australië; ze zijn ook de enige sauropoden uit dat continent die benoemd zijn sinds 1933.
In 2014 werd het materiaal nauwkeuriger beschreven. Daarbij bleken in eerdere publicaties verschillende beenderen fout te zijn geïdentificeerd.

## Beschrijving

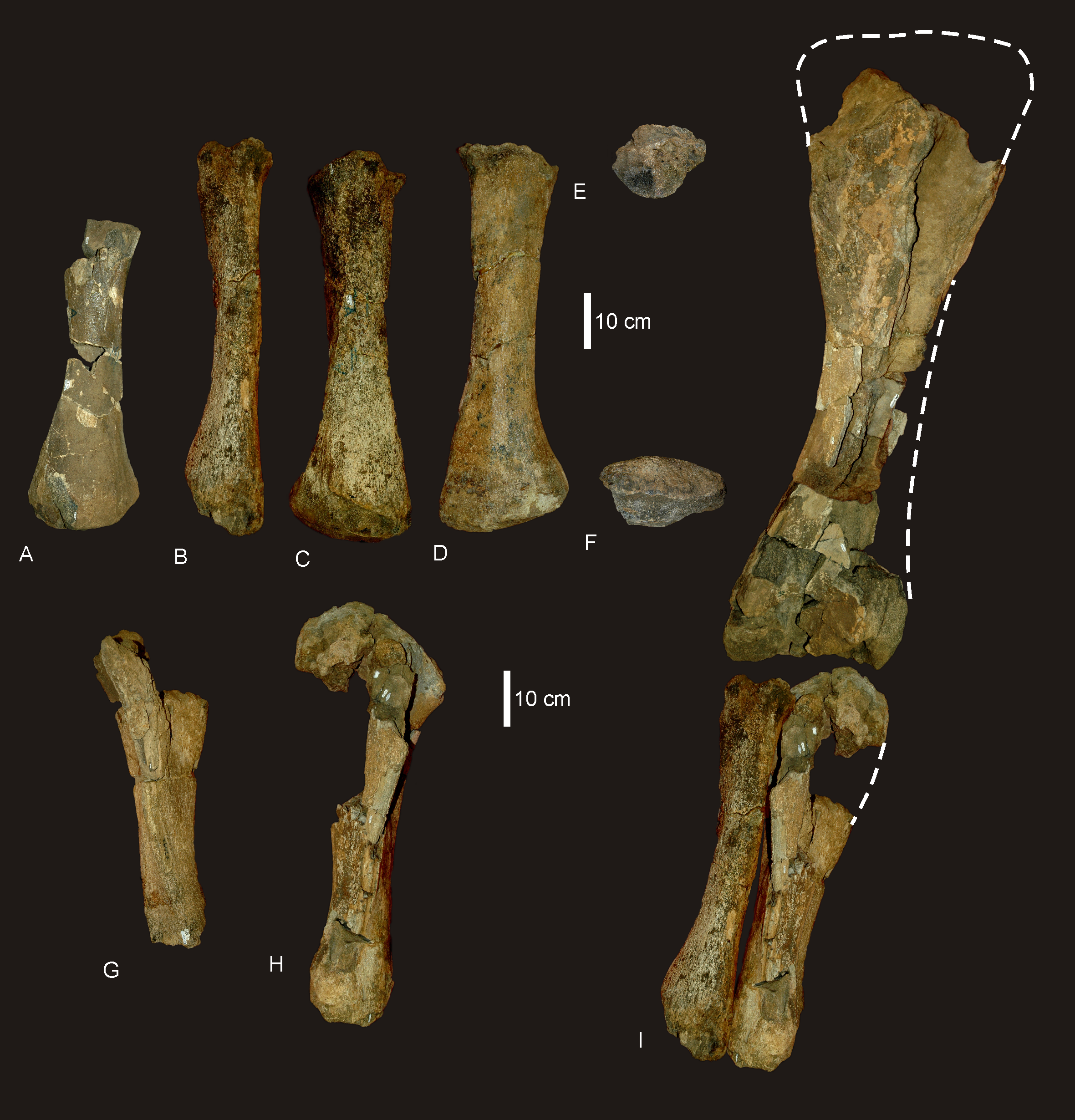
De armbeenderen werden in 2009 ten dele verwisseld

Wintonotitan is een vrij lichtgebouwde planteneter met een lengte van zo'n vijftien à zestien meter, een heuphoogte van drie meter en een gewicht van tien ton.
De beschrijvers wisten in 2009 onderscheidende kenmerken vast te stellen die een unieke combinatie vormen. De ruggenwervels bezitten sponsachtige pneumatische uithollingen. Ze hebben ook diepe amandelvormige pleurocoelen. Er lopen verticale richels over de volle voorkant en achterkant van het doornuitsteeksel. Er is een beginnende richel tussen het doornuitsteeksel en het voorste gewrichtsuitsteeksel, een autapomorfie of unieke afgeleide eigenschap. De ribben hebben pneumatische uithollingen over het bovenste derde van de lengte. De ribben zijn groot en plankvormig. Het aantal staartwervels bedraagt ongeveer vijfendertig. De startwervels hebben alle een massieve interne botstructuur. De voorste en middelste staartwervels zijn amfiplat, met platte uiteinden. De voorste staartwervels hebben rechte doornuitsteeksels die op de voorste helft van het wervellichaam liggen. De achterste staartwervels krijgen bolle uiteinden en worden cilindervormig, een autapomorfie. Het schouderblad is lang met een brede onderkant. Het heeft een uitsteeksel aan de binnenste onderkant. Het blad heeft een richel in het midden. Het raakvlak met het ravenbeksbeen is overdwars dun. Er is een duidelijke richel aan de onderste voorrand. Het opperarmbeen is lichtgebouwd met duidelijk gescheiden onderste gewrichtsknobbels. De deltopectorale kam is laag en nauw, eindigende boven het midden van de schacht. De ellepijp is lang en lichtgebouwd met een brede bovenkant en een afgeronde onderkant. Het spaakbeen is lang en lichtgebouwd, aan beide uiteinden ongeveer even breed. De middenhandsbeenderen zijn lang en robuust. Hun onderste uiteinden zijn onverdeeld en plat, zonder gewrichtsfacetten voor de vingers. De middenhandsbeenderen nemen van het eerste tot en met vijfde geleidelijk in lengte af. Het voorblad van het drambeen steekt schuin naar voren en bezijden uit. Het darmbeenblad heeft pneumatische uithollingen. Het zitbeen is breed en plat met een robuuste tak richting darmbeen en een dun blad met een afgerond onderste uiteinde.
In 2014 bleek dat de bovengenoemde autapomorfie van een "beginnende richel tussen het doornuitsteeksel en het voorste gewrichtsuitsteeksel" berustte op een misverstand: men had voorkant en achterkant van de wervel verwisseld en de richel was in feite de normale die van het doornuitsteeksel naar het achterste gewrichtsuitsteeksel loopt.

## Fylogenie
Uit een cladistische analyse bleek in 2009 dat Wintonotitan tot de Titanosauriformes behoorde; daarbinnen tot de Somphospondyli en meer bepaaldelijk basaal in de Titanosauria geplaatst was, in een positie die iets dieper in de stamboom lag dan Andesaurus. De studie uit 2014 concludeerde dat Wintonotitan inderdaad een somphospondyl was maar niet tot de Titanosauria behoorde. Hij kan nauw verwant geweest zijn aan Tendaguria of Ruyangosaurus.